# Téras
Téras är den svenska melodisk black metal-gruppen Naglfars sjätte studioalbum, utgivet i mars 2012 på Century Media Records och i Japan på Trooper Entertainment i april samma år.
Eftersom gruppen inte hade någon trumslagare vid inspelningen anlitade man Dirk Verbeuren som studiomusiker.

## Låtlista
1. "Téras" – 2:16
2. "Pale Horse" – 3:38
3. "III: Death Dimension Phantasma" – 4:15
4. "The Monolith" – 6:33
5. "An Extension of His Arm and Will" – 4:46
6. "Bring Out Your Dead" – 4:49
7. "Come, Perdition" – 5:43
8. "Invoc(H)ate" – 4:24
9. "The Dying Flame of Existence" – 8:12

Bonusspår på den japanska utgåvan
1. "Tired Bones" – 5:12
2. "As Long as They Fear" – 4:58

## Medverkande
Musiker
- Kristoffer "Wrath" Olivius – sång
- Marcus E. Norman – gitarr, basgitarr, keyboard
- Andreas Nilsson – gitarr

Bidragande musiker
- Dirk Verbeuren – trummor
- Matthias Jell – sång

Produktion
- Mattias Eklund – mixning
- Göran Finnberg – mastering
- Niklas Sundin – albumkonst
- Marcus E. Norman – foto